# Canuleius fischeri
Canuleius fischeri är en insektsart som beskrevs av Salvador de Toledo Piza Júnior 1936. Canuleius fischeri ingår i släktet Canuleius och familjen Heteronemiidae. Inga underarter finns listade.